# Zelt-Musik-Festival

Zelt-Musik-Festival en 2015 Friburgo de Brisgovia, Alemania

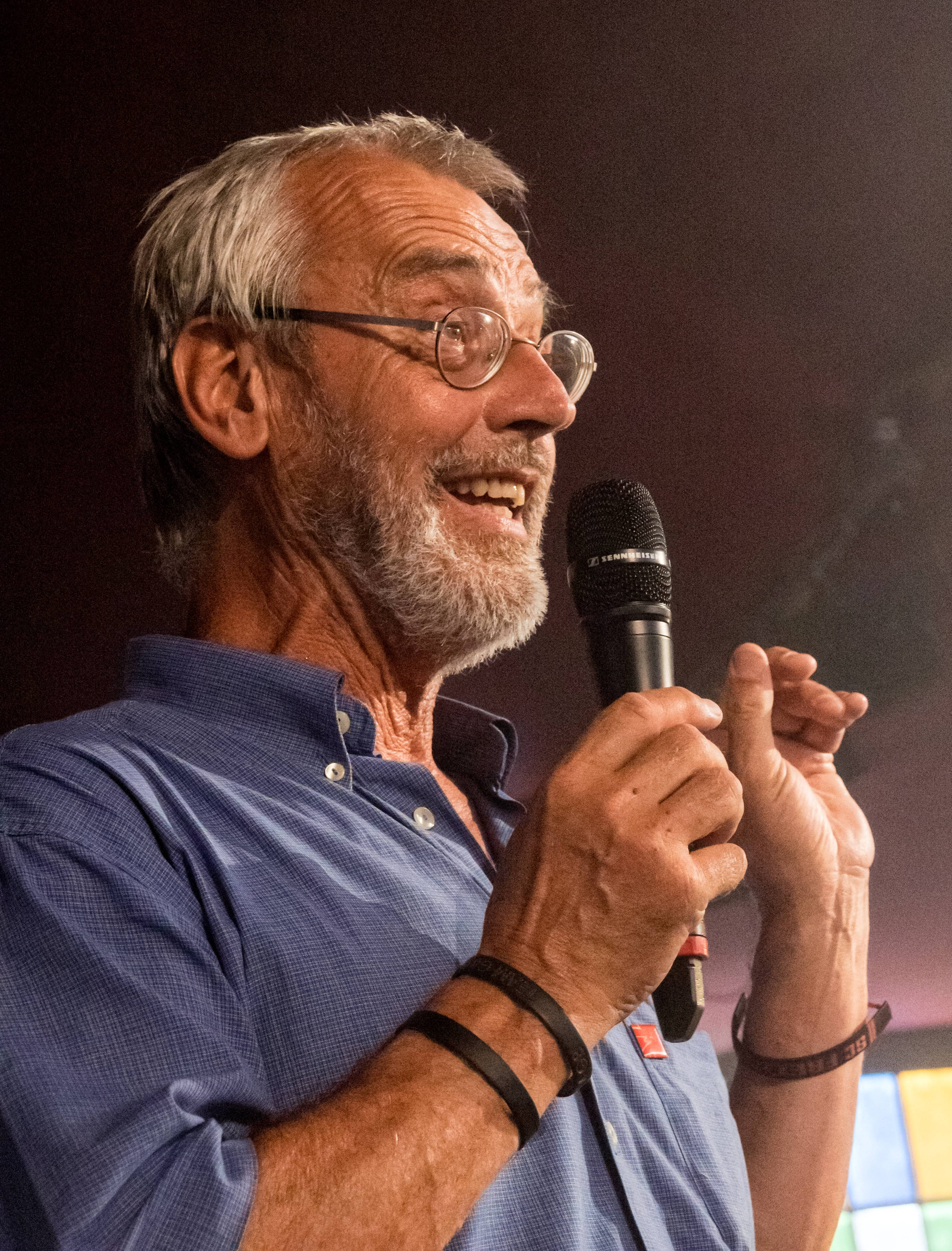
Heisler inventor del Zelt-Musik-Festival en 2015 Friburgo de Brisgovia, Alemania

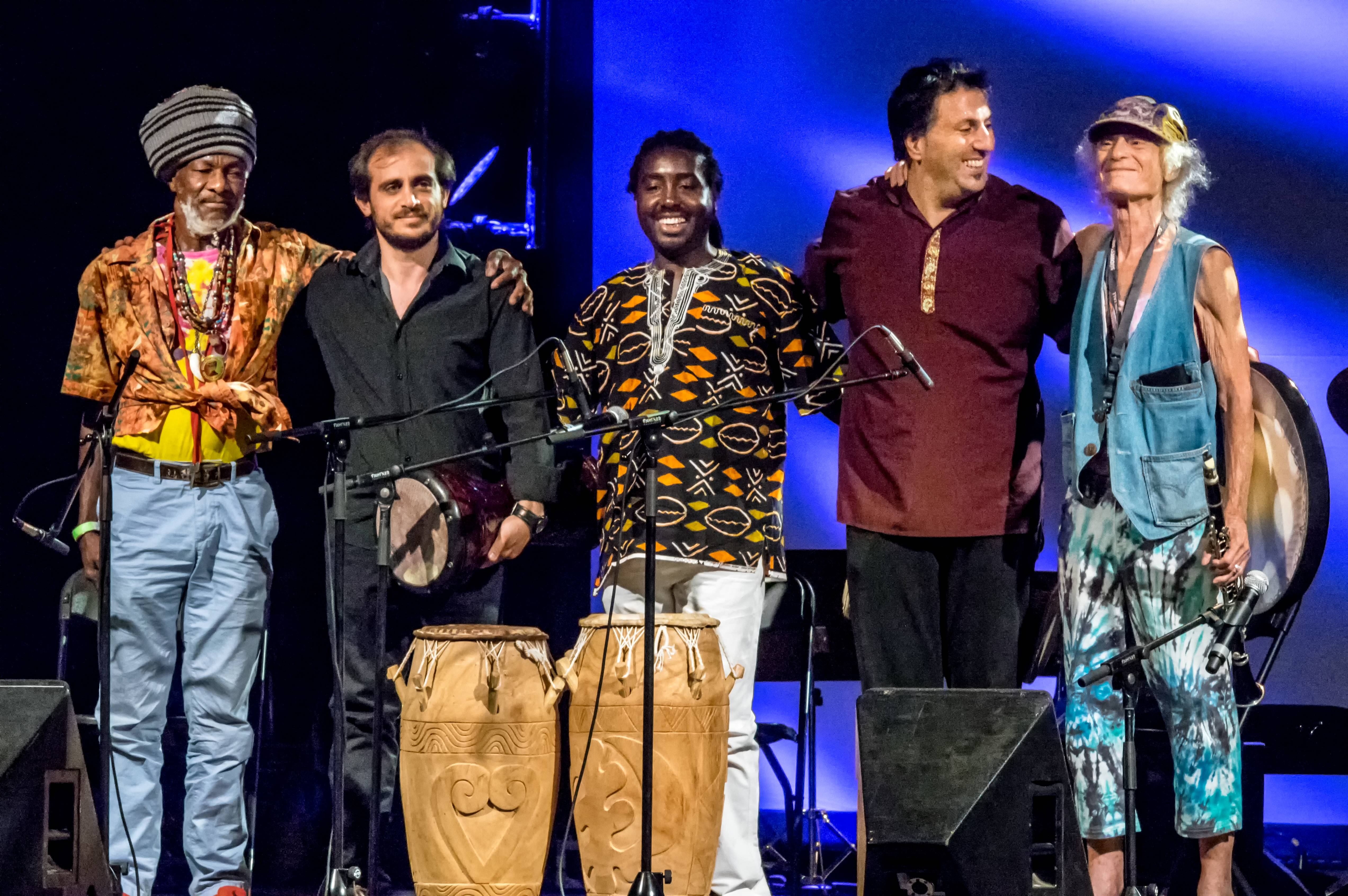
WorldPercussionEnsemble. Zelt-Musik-Festival en 2015 Friburgo de Brisgovia, Alemania

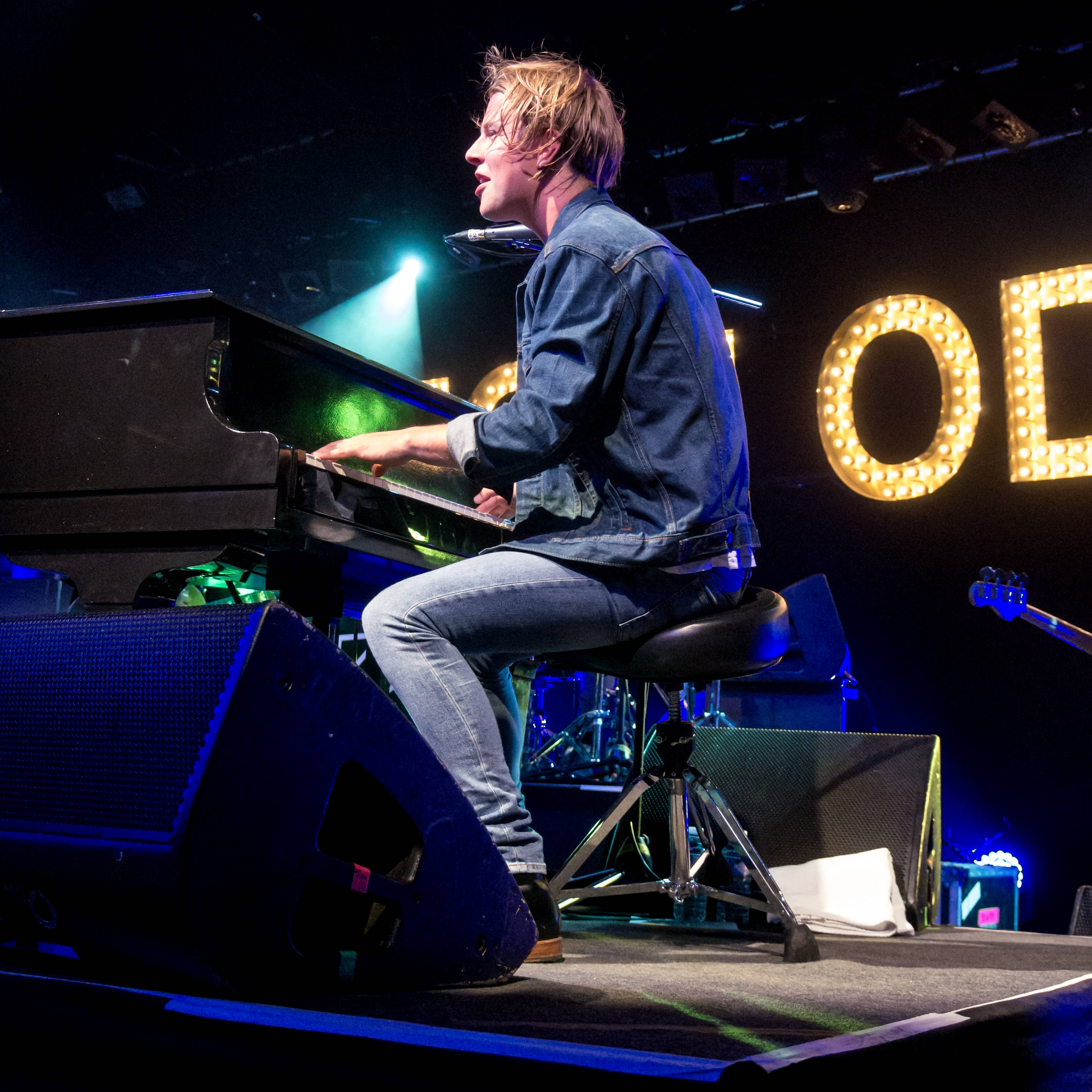
Tom Odell. Zelt-Musik-Festival en 2015 Friburgo de Brisgovia, Alemania

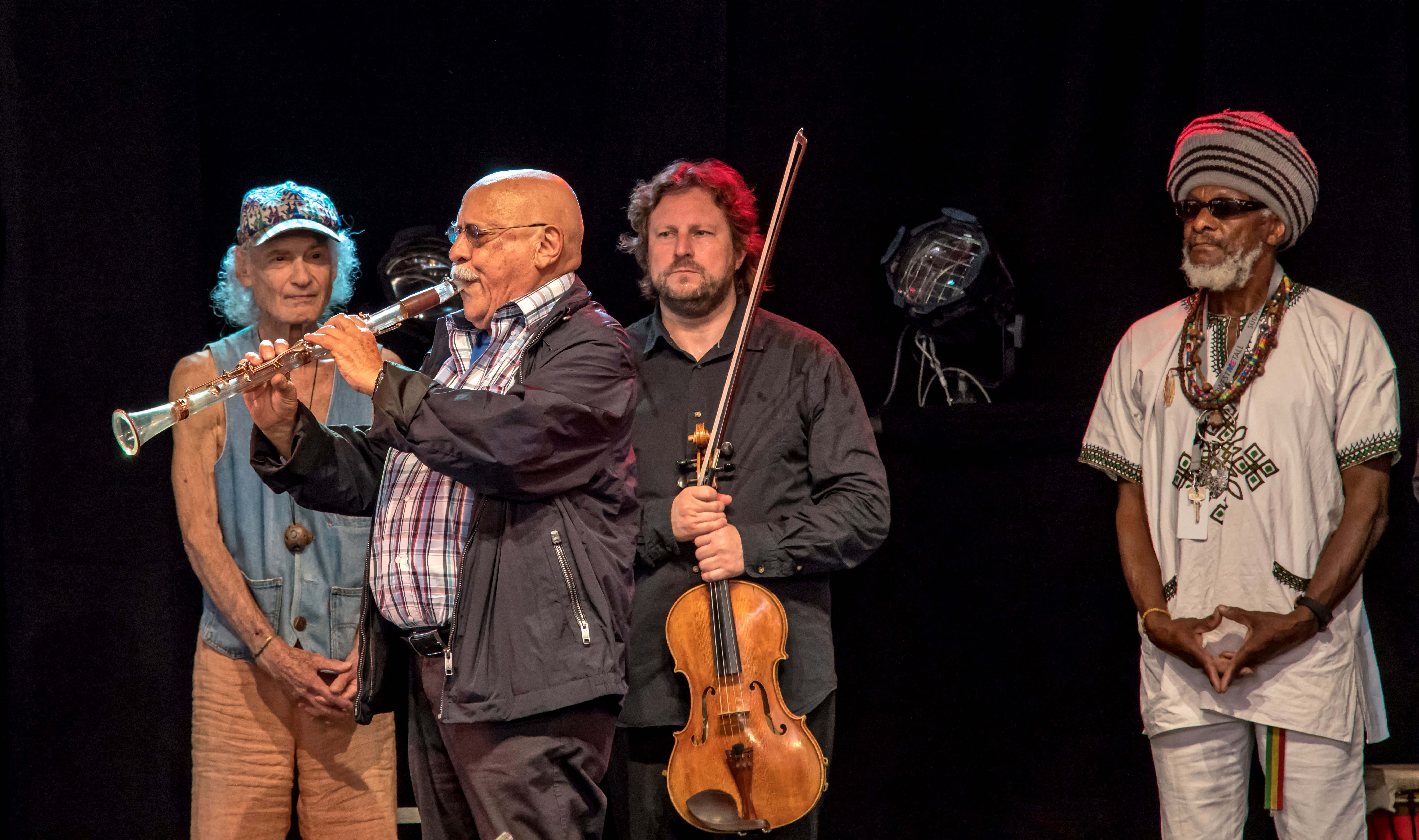
Giora Feidman at the ZMF 2016

Al lado del parque de animales del Mundenhof en la periferia occidental de Friburgo de Brisgovia en Baden-Wurtemberg, Alemania, hay un terreno libre donde el Zelt-Musik-Festival (traducido: festival de música en tiendas de campaña) tiene lugar cada año. La abreviación es ZMF. Es uno de los eventos más antiguos de este tipo en Alemania.

## Enlaces
- Wikimedia Commons alberga una categoría multimedia sobre Zelt-Musik-Festival.
- Sitio web del ZMF